# ザ・モスクワ・タイムズ
ザ・モスクワ・タイムズ（The Moscow Times）は、モスクワ在住オランダ人のen:Derk Sauerによって設立され、1992年からロシア・モスクワで発行されているフィンランド資本の英語とロシア語のオンライン専門新聞誌。2015年の発行部数は35000部であった。2017年まではフリーペーパーの形式で、ロシアに在住する外国人等の英語話者が利用するようなホテル・カフェ・レストランに置かれていて、定期購読制もあった。2017年にオンラインのみの発行となった。それまでは英語版のみであったが2020年にはロシア語でもオララインで掲載されるよになった。ウクライナ戦争が始まったことを受けて2022年にはモスクワから創設者の祖国のオランダに拠点を移転している。2024年7月には、ロシアの検察当局から「好ましくない組織」に指定された。
創刊当初は週二回の発行であったが、数ヵ月後に日刊紙となった。古いプラウダの本社に拠点を置きつつ、ロシアで最初の西欧向け日刊紙であった。
2005年までは、所有者はインディペンデント・メディア（Independent Media）であった。インディペンデント・メディアはモスクワ登録の出版社であり、ロシア語日刊紙ヴェドモスチ（Ведомости）、ザ・サンクトペテルブルク・タイムズ（The St. Petersburg Times：モスクワ・タイムズのサンクトペテルブルク版）、広く知られたロシア語版高級雑誌（FHM, Men's Health, Cosmopolitan）も発行している。2005年、インディペンデント・メディアは、フィンランドの出版グループ、サノマ（Sanoma）に買収された。
モスクワ・タイムズは定期的に、ロシアのジャーナリストによる記事を発行している。創設者でオーナーのDerk Sauerがオランダ人でオランダを拠点とし、フィンランド資本であることから、大体においてロシア連邦の現政府に対し批判的な記事が多く、西側メディアと同じ論調を取る。
2009年に、モスクワ・タイムズは「初心者向けのロシア：外国人向けロシアガイド」を外国人向けに出版。これはロシア在住の外国人によって書かれたものであり、彼等のロシアでの経験が書かれている。
モスクワ・タイムズは、姉妹版である「ザ・サンクトペテルブルク・タイムズ」と同様、フィンランドに拠点を置くサノマに所有されている。
インターナショナル・ヘラルド・トリビューンと提携している。